# Charles Fossey
Charles Fossey, född 1869 i Cambrai, död 27 november 1946 i Monte Carlo, var en fransk assyriolog.
Fossey var lärjunge till Julius Oppert och efterträdde 1906 denne som professor vid Collège de France. Fossey arbetade som orientalist vid de franska arkeologiska instituten i Aten och Kairo och utgav bland annat Grammaire assyrienne (1902, tillsammans med Jean-Vincent Scheil) och Manuel d'assyriologie (2 band, 1904–1927).